# Erebia spodia
Erebia spodia är en fjärilsart som beskrevs av Otto Staudinger 1871. Erebia spodia ingår i släktet Erebia och familjen praktfjärilar. Inga underarter finns listade i Catalogue of Life.